# درفيو
درفيو هي كومونا في مقاطعة ليكو في منطقة لومباردي الإيطالية ، وتقع على الشاطئ الشرقي لبحيرة كومو ، على بعد حوالي 70 كيلومتر (43 ميل) شمال ميلانو وحوالي 25 كيلومتر (16 ميل) شمال غرب ليكو . تقع في شبه جزيرة تحمل نفس الاسم على بحيرة كومو ، عند مصب وادي نهر فاروني .

## المعالم السياحية الرئيسية
- كنيسة القديس كيريكو وجوليتا ، أحد أقدم المباني الدينية في المنطقة ، مذكورة في الوثائق منذ عام 814. تم بناء برج الجرس المصنوع من الحجر الرومانسكي حوالي 1080.
- كنيسة أبرشية القديس بطرس والقديس بولس (القرن الحادي عشر) وبرج الجرس الرومانسكي
- قلعة أوريزيا ، على منحدر يسيطر على المدينة. تم بناؤه في أواخر العصور الوسطى لإغلاق الطريق إلى وادي Valvarrone. لا يزال هذا البرج في حالة جيدة وتحيط به أنقاض المساكن القديمة. يعود أول ذكر لها إلى عام 1039 عندما تعرضت لفترة طويلة من الحصار من قبل جيوش أبرشيات لاريان الثلاثة.
- أطلال Castelvedro (القرنان الخامس والسادس) الواقعة في ماي (400 م) على الرأس الذي يسيطر على الجزء الجنوبي من Dervio. التحصينات في موقع قيادي وأنقاض جدرانها الضخمة تشير إلى حجمها الكبير. كان جزءًا من نظام دفاعي تم إنشاؤه على شواطئ بحيرة كومو بسبب غارات البرابرة من رايتيا .
- قرية Corenno Plinio التي تعود للقرون الوسطى ، متمركزة حول القلعة والكنيسة على قمة اللسان.

## الروابط الخارجية
- الموقع الرسمي نسخة محفوظة 2016-08-08 على موقع واي باك مشين.
- Dervio - LarioOrientale.eu نسخة محفوظة 6 أبريل 2015 على موقع واي باك مشين.